# 女暴君
露易絲·阿曼達·哈曼（英語：Louise Amanda Harman，1985年12月19日—），藝名女暴君（Lady Sovereign），是一名英國饒舌歌手、作曲家及作詞人，生於英國溫布利，其小時候家境貧窮，於貧民窟成長。
她身材矮小，只得五尺一寸（約155公分），因而被人把她當成「侏儒」。但她的風格和打扮吸引了不少人的喜愛，被人們稱為「女Eminem」，然而她討厭別人將她與阿姆作比較。另外，Lady Sovereign使用英國口音饒舌而非美國口音。而且她與朋友間經常模仿美國口音與朋友對話，字詞中亦刻意轉變，可見出她愛玩的性格。
2006年，她推出了首張專輯，名為《Public Warning》。及後於2009年推出了第二張專輯，名為《Jigsaw》。
2010年，Lady Sovereign參與英國電視真人秀名人老大哥，但於遊戲中第16日遭被淘汰。同年5月，她在Diva雜誌中承認自己是女同性戀。這令她成為其中一位同性戀社群（LGBT）的主流饒舌歌手。有網民更把這段訪問影片上傳到Youtube網站上。

## 傳記

### 個人檔案

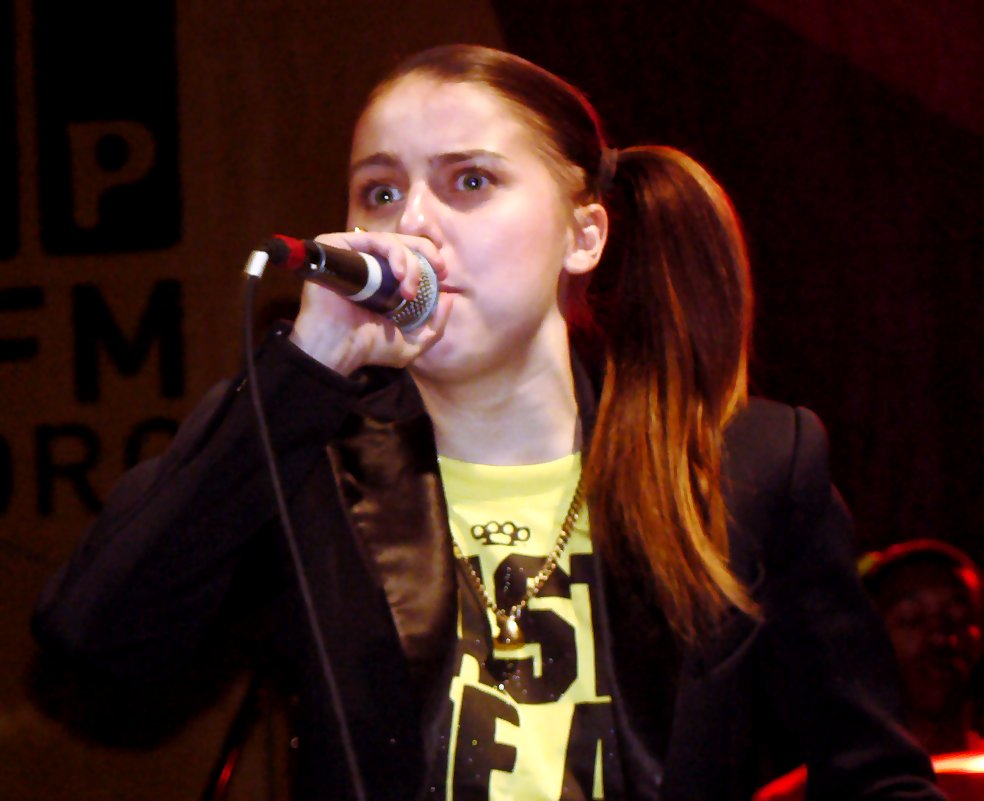
女暴君於2006年在美國西雅圖演出

Lady Sovereign熱愛踢足球，而且不愛穿裙子，是一個Tomboy。中學時期的她非常叛逆，惡劣的態度、行為和極壞的出席紀錄讓她遭到普雷斯頓莊園高中踢出校，其後做過了幾份工作。至於名稱的由來，是她偷去了她朋友的男朋友的Sovereign戒指，從而引發起靈感，將自己命名為Lady Sovereign，並開始寫歌。
2005年，在第1個EP發行後，Lady Sovereign偶然遇到了著名歌手Jay-Z，並與他進行Freestyle饒舌對決。Jay-Z認為她的饒舌天份不俗，就向她遞來一份Def Jam唱片公司的合約。Lady Sovereign終於能夠靠自己的努力，向進一步發展，而歌星的路則逐漸展開。
Lady Sovereign的母親患有末期腦癌，最終於2010年3月14日離世。

### 1985年－2004年：發掘興趣、踏進一步
Lady Sovereign於1985年出生，父親是Colin Adien Harman；母親是Nicola Parsons，是一位美國人。Lady Sovereign於貧窮的家庭中長大，她有一個姐姐Chloe Christie（生於1984年），及一個弟弟Richie Colin（生於1987年）。她的家人酷愛龐克搖滾，更成為了它的粉絲。1997年，Lady Sovereign的父母離婚，其後她與姐姐和弟弟跟隨著爸爸到尼斯登附近生活。
直至2001年，她在收音機聽到了Miss Dynamite的節目，啟發了自己想成為MC的興趣。她受到母親收藏的饒舌女子第一團《Salt-N-Pep》的音樂影響，並且於11歲時開始寫歌。之後，她說服了父親購買了一部舊電腦和給自己買了一個麥克風，並開始加入網上聊天室。14歲時，更上傳自己的歌曲到互聯網上。
16歲時，她得到機會參演一部影片。她還說服了製片人讓她為影片寫歌。這個樣本聲帶給予了紀錄生產商的雇員 － Medasyn。他和Lady Sovereign合作，參加了男MC與女MC的自由對決。最後於2003年發表了《The Battle》。Lady Sovereign決心想成為知名的女MC，於是在2004年開始出道。在Medasyn的幫助下，她發表了一些獨唱的作品，希望獲得聽眾的讚賞和支持。

### 2004年－2006年：努力不懈、事業起步

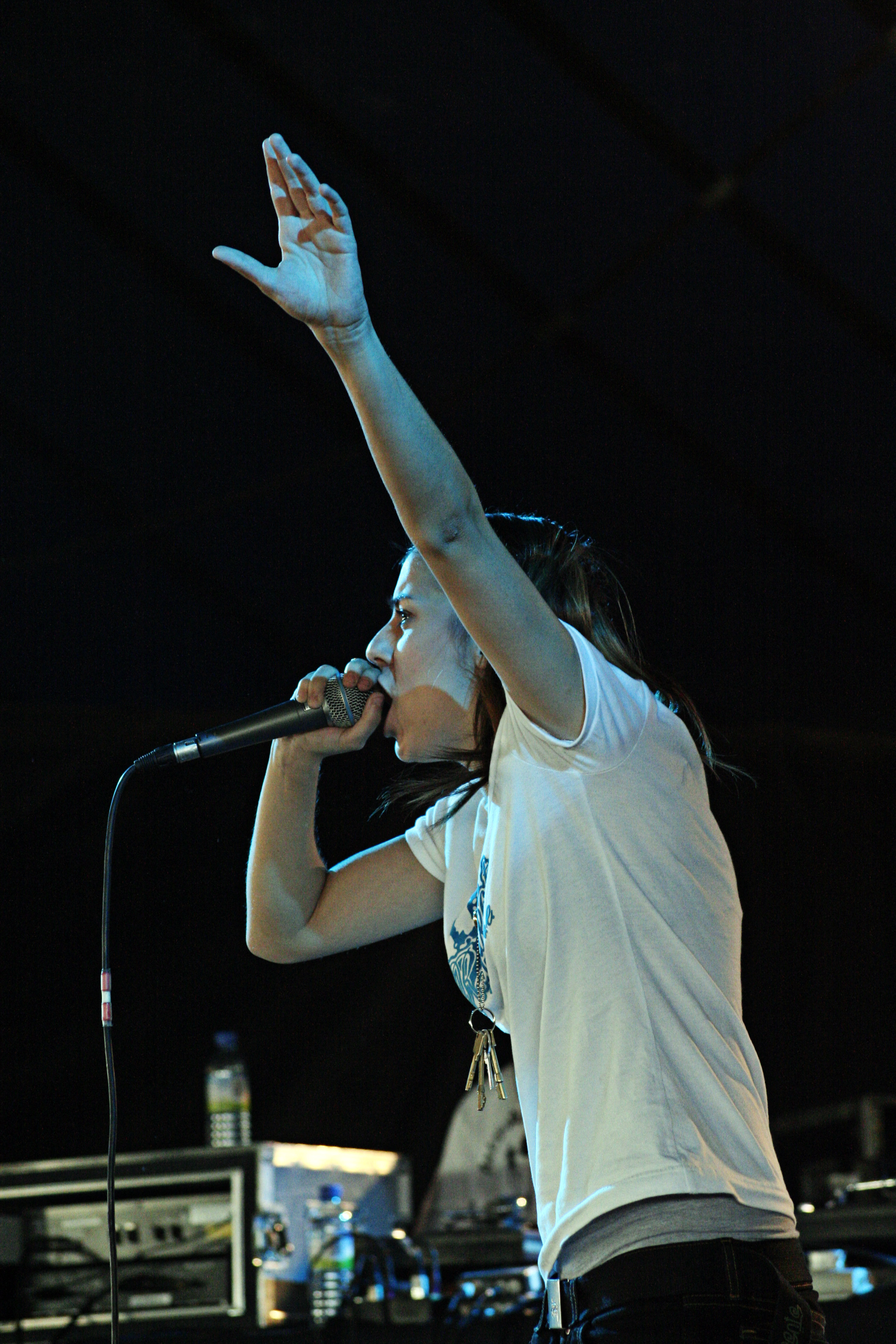
女暴君於2006年Reading Festival

在《The Battle》中，Lady Sovereign創作了多首單曲。當中《A Little Bit of Shhh!》, 《9 to 5》和《Sad arse Stripper》得到大眾好評，銷量不俗。其後，網上Freestyle對決的歌曲《Tango》和《Cheeky》 亦愈來愈受歡迎。Chocolate Industries於2005年11月15日為Lady Sovereign發表了第1個EP，名為《Vertically Challenged》。此外，她還有一個EP，名為《Size Don't Matter!》，但這個EP只限制於美國電台播放。
同年，The Ordinary Boys發表了單曲《Boys Will Be Boys》，Lady Sovereign把這首歌重新混音，變成了《Girls Will Be Girls》。2006年5月，更把The Ordinary Boys的另一首單曲《Nine2Five》與她自己的《9 to 5》混合，變成為「The Ordinary Boys vs. Lady Sovereign」，這首歌成為她目前為止排名最高的歌曲。
2006年4月，Lady Sovereign在英國發表了第2個EP，名為《Blah Blah》。正當反應熱烈，便於同年10月31日推出個人第一張專輯《Public Warning》。但曲風比較特別，歌曲中較著重於電子音樂，配上饒舌歌詞富有新鮮感。

### 2008年至今：改頭換面、再接再厲

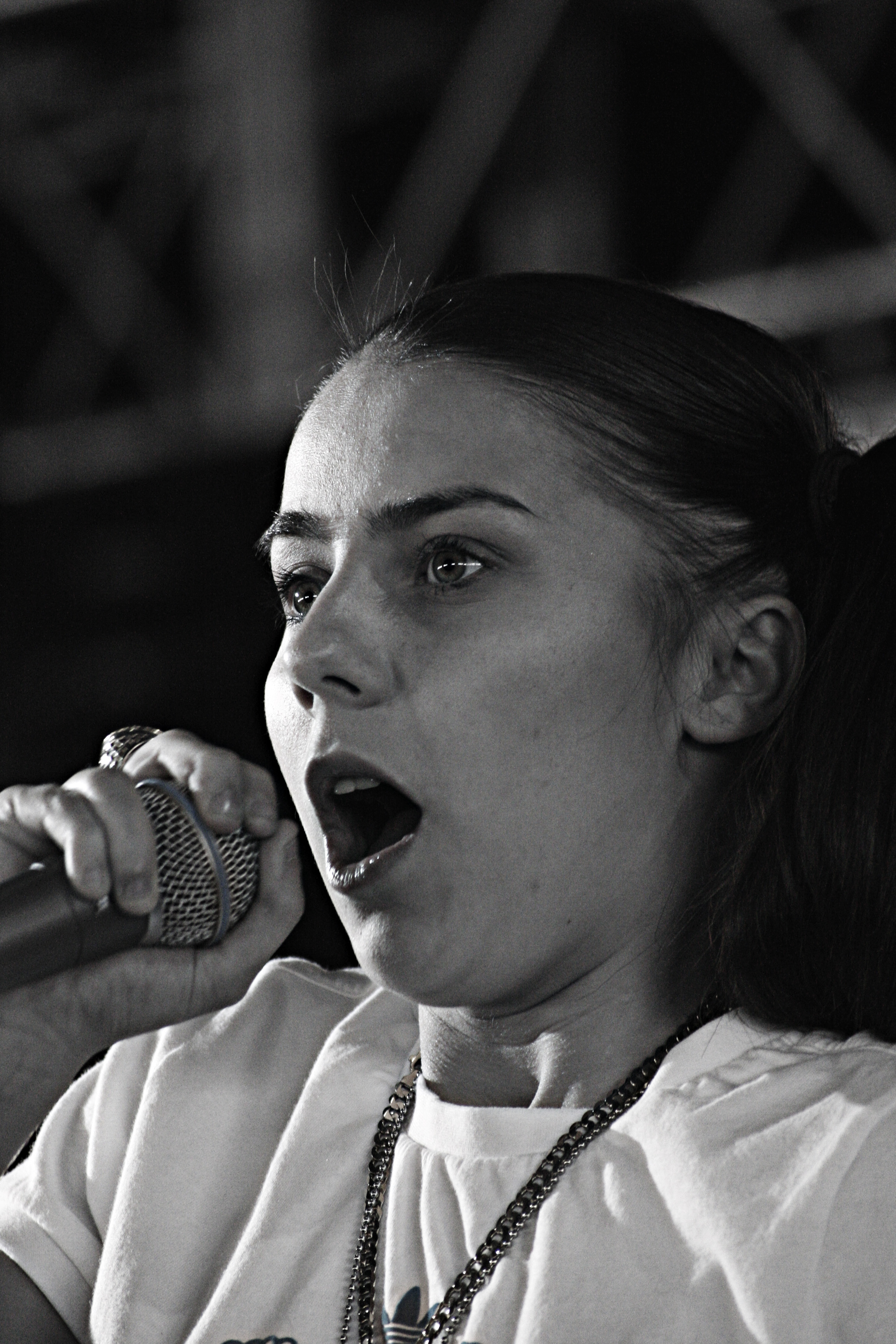
女暴君的第一個形象，2006年

推出專輯不久，Lady Sovereign因與公司發生爭執，最後被解約。於是她便自立門戶，創下Midget Records音樂公司，自己成為該公司的老闆，及此便準備製作新專輯。
Lady Sovereign早期本身故意地把馬尾紮於頭部左側，其獨特形象獲得大眾歡迎，更令一些歌迷模仿。但於2008年，她把頭髮剪短及染色，並戴上帽子作為自己的新形象，並保持至今。
2009年，Lady Sovereign推出個人第二張專輯《Jigsaw》。歌曲類型多元化，富舞蹈節奏。而同名歌曲《Jigsaw》更有校園搖滾的風格，獲得不俗的評語。
2012年4月3日，Lady Sovereign透過推特社交網站表示現時正準備新專輯，她表示「當時機成熟時」才考慮推出。

## 專輯
| 發行年份 | 專輯名稱       | 發行公司       |
| -------- | -------------- | -------------- |
| 2006年   | Public Warning | Def Jam        |
| 2009年   | Jigsaw         | Midget Records |

### 2006年10月31日：公開警告（Public Warning）
正於出道前所推出的歌曲獲得大眾歡迎，因此推出處女作《Public Warning》。此專輯獲Jay-Z、亞瑟小子和LA Reid高度推崇。推出不久後隨即打入美國流行專輯榜頭48名、饒舌專輯榜頭12名和加拿大頭43名位置。當中《9 to 5》提及了朝九晚五工作之苦，引起上班族的共鳴。另外，除曲風特別外，其歌詞亦十分滑稽有趣。
- 歌曲目錄：

1. 9 to 5
2. Gatheration
3. Random
4. Public Warning
5. Love Me Or Hate Me
6. My England
7. Tango
8. A Little Bit Of Shhh
9. Hoodie
10. Those Were The Days
11. Blah Blah
12. Fiddle With The Volume

### 2009年4月6日：拼圖（Jigsaw）
歌曲內全收錄於2008年，透過最後整理最終於2009年正式推出。因這張專輯為自家公司發行，所以曲風不受限制，多元化的曲風亦有新鮮感。
- 歌曲目錄：

1. Let's Be Mates
2. So Human
3. Jigsaw
4. Bang Bang
5. I Got You Dancing
6. Pennies
7. Guitar
8. Student Union
9. Food Play
10. I Got the Goods

## EPs及單曲

### EPs（2005年－2006年）
| 發行年份 | EP名稱                |
| -------- | --------------------- |
| 2005年   | Vertically Challenged |
| 2006年   | Blah Blah             |
| 2006年   | Size Don't Matter!    |

### 單曲（2004年－2009年）
| 發行年份 | 單曲名稱                                        | 單曲收錄                                                |
| -------- | ----------------------------------------------- | ------------------------------------------------------- |
| 2004年   | Ch Ching                                        | Vertically Challenged                                   |
| 2005年   | 9 to 5                                          | Public Warning                                          |
| 2005年   | Hoodie                                          | Public Warning                                          |
| 2005年   | Random                                          | Public Warning                                          |
| 2006年   | Nine2Five(The Ordinary Boys vs. Lady Sovereign) | How to Get Everything You Ever Wanted in Ten Easy Steps |
| 2006年   | Love Me Or Hate Me                              | Public Warning                                          |
| 2007年   | Those Were The Days                             | Public Warning                                          |
| 2008年   | I Got You Dancing                               | Jigsaw                                                  |
| 2009年   | So Human                                        | Jigsaw                                                  |

## 外部連結
- . （原始内容存档于2010-05-26）.